# Швеция на летних Олимпийских играх 1992
Швеция на летних Олимпийских играх 1992 года была представлена 187 спортсменами (143 мужчины и 43 женщины), которые приняли участие в 22 видах спорта. В Барселоне Швеция завоевала 12 медалей разного достоинства (1 золотая, 7 серебряных и 4 бронзовых).

## Медалисты
| Швеция на Олимпиаде 1992 года в Барселоне | Швеция на Олимпиаде 1992 года в Барселоне | Швеция на Олимпиаде 1992 года в Барселоне | Швеция на Олимпиаде 1992 года в Барселоне | Швеция на Олимпиаде 1992 года в Барселоне |
| Медаль                                    | Спортсмен | Вид спорта                                | Дисциплина                                | Результат                                 |
| ----------------------------------------- | --- | ----------------------------------------- | ----------------------------------------- | ----------------------------------------- |
| Золото                                    | Ян-Уве Вальднер | Настольный теннис                         | Мужчины, одиночный разряд                 |                                           |
| Золото                                    | Патрик Шёберг | Лёгкая атлетика                           | Прыжки в высоту, мужчины                  | 2,34 м                                    |
| Серебро                                   | Агнета Андерссон Сюзанна Гуннарссон | Гребля на байдарках и каноэ               | Женщины, байдарка-двойка, 500 метров      | 1.40,41                                   |
| Серебро                                   | Гуннар Ульссон Карл Сундквист | Гребля на байдарках и каноэ               | Мужчины, байдарка-двойка, 1000 метров     | 3.17,70                                   |
| Серебро                                   | Магнус Андерссон Роберт Андерссон Пер Карлен Андерс Бёкегрен Эрик Хаяс Роберт Хедин Магнус Като Ола Линдгрен Патрик Лильестранд Матс Ольссон Стаффан Ольссон Аксель Съёблад Томми Соураньеми Томас Свенссон Пьер Торссон Магнус Висландер | Гандбол                                   | Мужчины                                   |                                           |
| Серебро                                   | Андерс Хольмертц | Плавание                                  | 200 м вольный стиль, мужчины              | 1.46,86                                   |
| Серебро                                   | Ларс Фрёландер Андерс Хольмертц Томми Вернер Кристер Валлин | Плавание                                  | Эстафета 4×200 м, вольный стиль, мужчины  | 7.15,51                                   |
| Серебро                                   | Томас Йоханссон | Борьба                                    | Греко-римская борьба — 130 кг, мужчины    |                                           |
| Бронза                                    | Агнета Андерссон Мария Хаглунд Анна Ульссон Сусанна Русенквист | Гребля на байдарках и каноэ               | Женщины, каноэ-четвёрки, 500 метров       |                                           |
| Бронза                                    | Торбьёрн Комбакк | Борьба                                    | Греко-римская борьба — 74 кг, мужчины     |                                           |
| Бронза                                    | Андерс Хольмертц | Плавание                                  | 400 м вольный стиль, мужчины              | 3.46,77                                   |
| Бронза                                    | Рагнар Сканокер | Стрельба                                  | Произвольный пистолет 50 метров, мужчины  |                                           |